# شهرستان گوانگلینگ
شهرستان گوانگلینگ (به لاتین: Guangling County) یک منطقهٔ مسکونی در چین است که در داتونگ واقع شده‌است. شهرستان گوانگلینگ ۱٬۲۸۳ کیلومتر مربع مساحت و ۱۸۳٬۲۸۴ نفر جمعیت دارد.